# End (Bad Staffelstein)
End ist ein Gemeindeteil der oberfränkischen Stadt Bad Staffelstein im Landkreis Lichtenfels.

## Geographie
Das Dorf liegt etwa sieben Kilometer südöstlich im Hinterland von Bad Staffelstein am Fuß der Weißjurahochfläche östlich des Maintals. Das Straßendorf wird vom Döritzbach in Richtung Westen durchflossen, in den am nördlichen Dorfrand der Kümmersreuther Graben mündet. Die Staatsstraße 2204 führt durch End.

## Geschichte
End wurde erstmals 1288 urkundlich als „Zumente“ erwähnt. Im Urbar des Klosters Langheim waren um 1420 für „Ent“ zwölf Lehen, zwei Mühlen und eine Herberge verzeichnet.
1801 gehörte die Landeshoheit, der Zent, die Dorf-, Gemeinde- und Flurherrschaft dem Lichtenfelser Amt des Bamberger Fürstbischofs. Die Einwohner waren nach Uetzing eingepfarrt. End, bachaufwärts, als oberer Teil und Schwabthal als unterer Teil bildeten ein Dorf. Dieses bestand aus einem Gemeindehirtenhaus und 33 Lehen, davon 17 des Klosters Langheim. Darunter befanden sich zwei Mühlen am Trebitzbach (heute Döritzbach).
1818 wurden die vier Orte End, Kaider, Kümmersreuth und Schwabthal zu einer Gemeinde zusammengefasst. 1862 erfolgte die Eingliederung der Landgemeinde Schwabthal in das neu geschaffene bayerische Bezirksamt Staffelstein. 1871 hatte das Dorf End 100 Einwohner und 45 Gebäude. Die katholische Schule und die Kirche befanden sich im 1,6 Kilometer entfernten Frauendorf. 1900 umfasste die Landgemeinde Schwabthal eine Fläche von 1141,90 Hektar und hatte 365 Einwohner, von denen alle katholisch waren, und 73 Wohngebäude. In End 79 lebten Personen in 16 und 1925 86 Personen in 15 Wohngebäuden. 1950 waren es 142 Einwohner und 17 Wohngebäude, die zuständige evangelische Pfarrei befand sich in Staffelstein. Im Jahr 1970 hatte das Dorf 93 Einwohner.
Am 1. Juli 1972 wurde der Landkreis Staffelstein aufgelöst und End in den Landkreis Lichtenfels eingegliedert. Am 1. Januar 1978 folgte die Eingemeindung nach Staffelstein. Im Jahr 1987 hatte das Dorf 95 Einwohner sowie 25 Wohngebäude mit 32 Wohnungen.

## Sehenswürdigkeiten

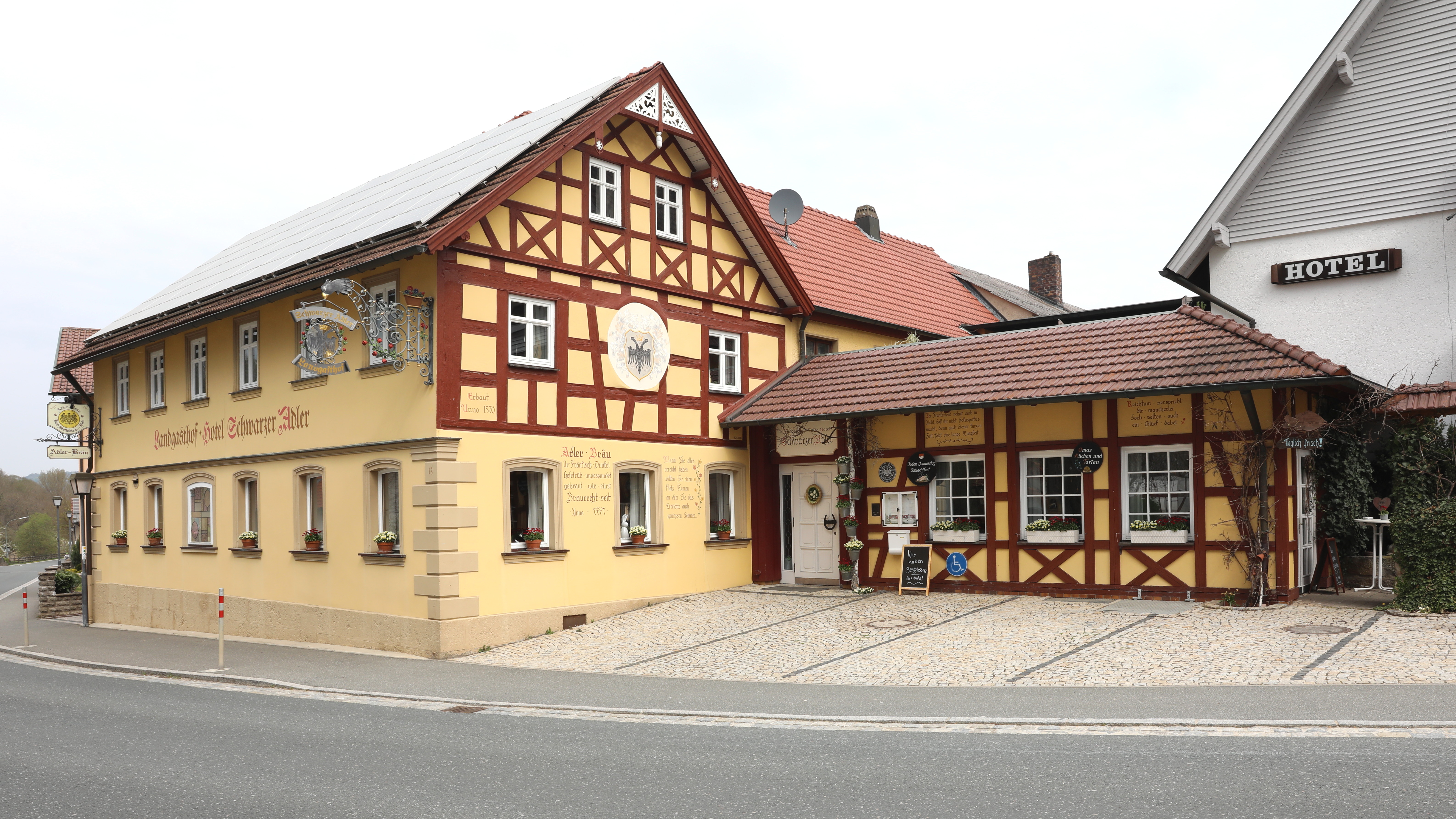
Landgasthof „Schwarzer Adler“

Der denkmalgeschützte Landgasthof „Schwarzer Adler“ geht auf eine als Durchgangsstation dienende Postkutschenstation aus dem 16. Jahrhundert zurück. Das Enden des Einzugsgebiets des Obermaintals in End und ein steiler, für Pferdewagen gefährlicher Anstieg, bevor 100 Meter weiter oben die Landschaft fortgesetzt wird erklärt den Ortsnamen. Die Eigentümerfamilie besitzt seit 1791 das Braurecht. Nach einem Brand in den 1960er Jahren wurde der Brauereibetrieb eingestellt, dann aber wieder aufgenommen. Am 12. März 2024 wurde der Gasthof geschlossen.
In der Bayerischen Denkmalliste sind für End sieben Baudenkmäler aufgeführt.